# گانگکوفن
گانگکوفن (به آلمانی: Gangkofen) یک شهر در آلمان است که در بایرن واقع شده‌است.

## خصوصیات
گانگکوفن ۱۰۸٫۷۹ کیلومترمربع مساحت دارد ۴۳۹ متر بالاتر از سطح دریا واقع شده‌است.